# Almàssera
Almàssera (Spanisch: Almácera) ist eine Gemeinde in der spanischen Provinz Valencia. Sie befindet sich in der Comarca Horta Nord in der Agglomeration Valencia. 

## Geografie
Das Gemeindegebiet grenzt an die folgenden Gemeinden: Alboraya, Bonrepòs i Mirambell, Meliana, Tavernes Blanques und Valencia, die alle in der Provinz Valencia liegen. 

## Demografie
| 1842 | 1900 | 1930 | 1950 | 1970 | 1981 | 1991 | 2001 | 2011 |
| ---- | ---- | ---- | ---- | ---- | ---- | ---- | ---- | ---- |
| 1229 | 1677 | 2301 | 2667 | 4725 | 5471 | 5434 | 5931 | 7296 |